# Stazione di Schivenoglia
La stazione di Schivenoglia è una stazione ferroviaria della linea ferroviaria Suzzara-Ferrara, gestita da Ferrovie Emilia Romagna (FER).
Si trova tra il centro di Schivenoglia e la frazione di Brazzuolo.

## Storia
La stazione fu aperta il 1º luglio 1888 con l'inaugurazione del tronco Suzzara-Sermide della linea Suzzara-Ferrara.

## Strutture e impianti
L'edificio del fabbricato viaggiatori si presenta con una struttura a due livelli in muratura e a pianta rettangolare. Al piano terra del lato ferrovia sono presenti tre porte che permettono l'accesso al deposito bagagli (non più attivo), alla sala d'aspetto e all'ufficio movimento. Il secondo piano è dotato di tre aperture lungo i lati maggiori, simmetriche per entrambi i fronti.  Ai lati minori sono presenti due finestre al primo piano e una finestra e una porta al piano terra.
Il piazzale è composto dal solo binario di corsa della linea principale.

## Movimento
La stazione è servita dai treni regionali di Trenitalia Tper delle relazioni Suzzara-Ferrara, Suzzara-Rimini, Suzzara-Sermide, svolti nell'ambito del contratto di servizio stipulato con la Regione Emilia-Romagna.
Nei giorni festivi il servizio ferroviario è sostituito da tre coppie di autocorse.
A novembre 2019, la stazione risultava frequentata da un traffico giornaliero medio di circa 61 persone (32 saliti + 29 discesi).